# Cyanopterus agilis
Cyanopterus agilis är en stekelart som först beskrevs av Szepligeti 1904.  Cyanopterus agilis ingår i släktet Cyanopterus och familjen bracksteklar. Inga underarter finns listade i Catalogue of Life.